# 昂毛
昂毛（1953年3月—），女，蒙古族，青海河南人，中华人民共和国政治人物，曾任青海省人大常委会副主任，第七、八届全国人大代表，第九、十届全国政协委员。